# Evelina (Apfel)

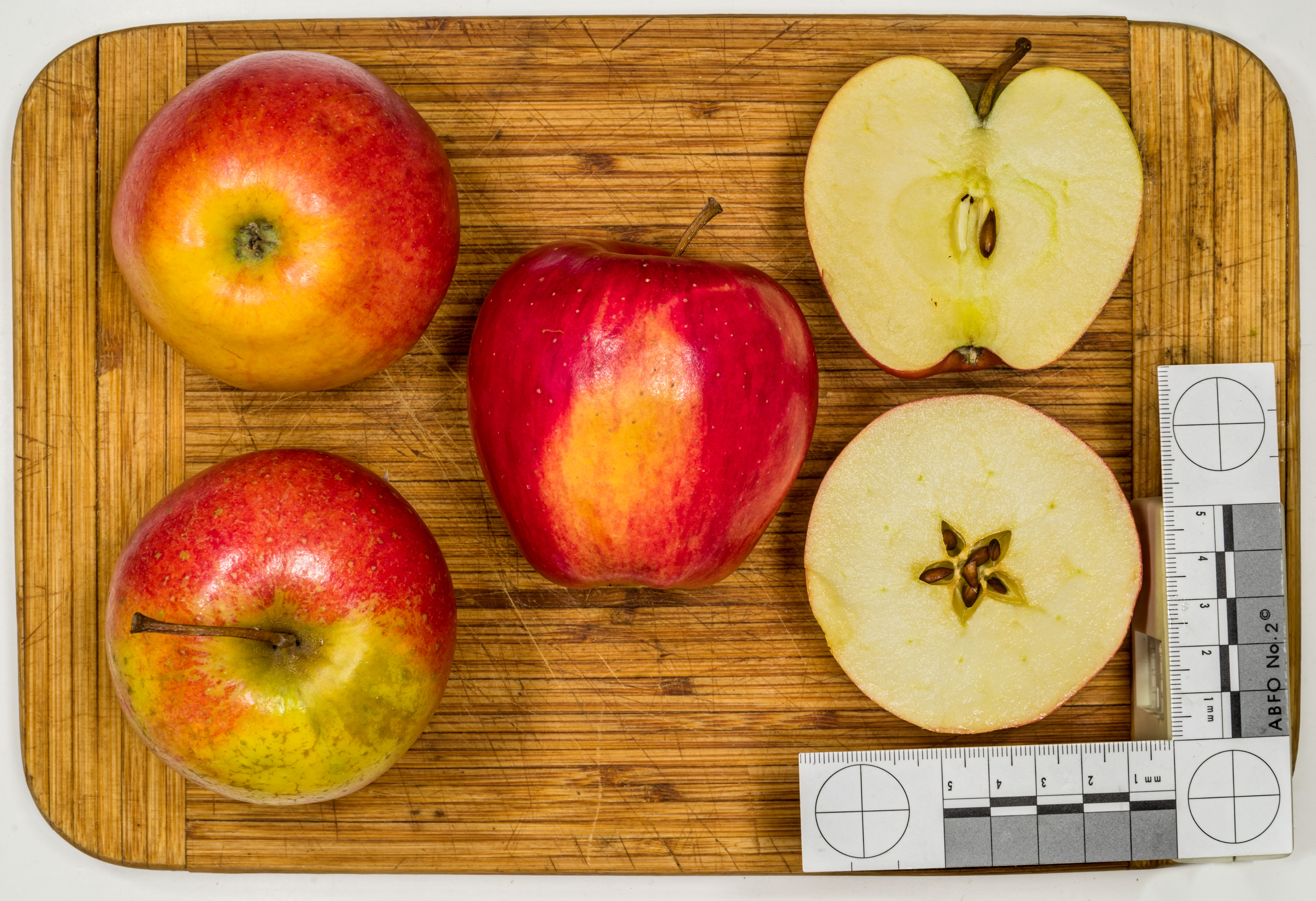
Ansichten der Frucht

Evelina ist eine geschützte Handelsmarke (Eigenschreibweise evelina) der italienischen Evelina GmbH, die darunter Äpfel der Sorte RoHo3615 vermarktet. Der RoHo3615 ist eine Mutante der Muttersorte Pinova, die eine stärker rot-gefärbte Schale als die Muttersorte aufweist. Die Schale des Apfels ist streifig vorrangig rot, mit leichten Gelbeinfärbungen gedeckt. Geschmacklich gleicht er der Pinova und wird als knackig und mit einem süßen, leicht säuerlich frischen Geschmack beschrieben.
Angepflanzt wird der Apfel unter anderem in Deutschland, Österreich, den Niederlanden, in Großbritannien, Italien, Frankreich, Kroatien und der Slowakei.
Der RoHo3615 (ursprünglich „Roter Hofmann“) ist eine sogenannte Clubsorte, die im EU-Sortenregister mit Sortenschutz eingetragen ist. Rechteinhaberin ist die Evelina GmbH, die In den jeweiligen Ländern Lizenzen an Broker als Lizenznehmer vergibt, in Deutschland ist es die Evelina Deutschland GmbH, in Österreich die AFG – Austrian Fruit Group.

## Baum, Frucht und Eigenschaften

### Apfel
Im Vergleich zum Pinova gibt es beim Evelina eine frühere und intensivere Rotfärbung.
Das Fruchtfleisch ist knackig, die Schale und die Konsistenz fest, dadurch bleibt er frisch und kann im Kühlen lange gelagert werden.
Die Ausfärbung der Früchte wird durch Hagelnetze weniger beeinflusst als bei der Ursprungssorte Pinova.

### Lage und Baum
Die Bäume werden auf der im Obstanbau meist verwendeten Unterlage M9 zwischen 2,40 Meter und 3,40 Meter hoch. Der empfohlene Baumabstand bei der Pflanzung liegt bei 80 Zentimeter, damit wird ein hoher Ertrag möglich. Als Befruchter dienen Zieräpfel (wie Evereste, Red Sentinel, Professor Sprenger) oder andere bekannte Apfelsorten wie Elstar und Golden Delicious.

## Geschichte
Der Evelina-Apfel wurde von der Pflanzen Hofmann GmbH in Langensendelbach entdeckt.
Sein Ursprungsapfel ist der Pinova, seinerseits eine Kreuzung aus Golden Delicious und Clivia. Der Evelina ist als Sorte geschützt und wird unter RoHo 3615 im Sortenregister geführt. Damit ist er nicht nur eine Mutante des Pinova, sondern eine eigenständige Sorte.
Seit 2007 wird der Evelina in Deutschland auf allen produktionsrelevanten Anbaugebieten angebaut: Brandenburg, Baden-Württemberg, Niedersachsen, Sachsen, Sachsen-Anhalt und Thüringen. Die Evelina Deutschland GmbH tritt seit 2014 in Deutschland als Broker (Lizenznehmer) auf. Vertrieben wird dieser Clubapfel durch Erzeugerorganisationen und Vermarkter.

## Anbau und Ernte
Im europäischen Mikroklima wurden durch verschiedene europaweite Beobachtungsphasen und unterschiedliche Baumaterialien die günstigsten Lagen und Wachstumsbedingungen für Evelina bestimmt. Im Jahr 2016 wurde die Sorte auf über 250 Hektar in Deutschland angebaut.
Erntezeit ist von September bis Oktober, Anfang November, je nach Witterungsbedingungen. Geerntet wird in mehreren Phasen, um die rote Deckfarbe des Evelina garantieren zu können. Nach und nach werden die Äpfel mit dem höchsten Rot-Anteil vom Baum genommen, damit die restlichen Platz haben, sich weiter auszufärben und zu wachsen.